# 2009年中华人民共和国腐败案件
2009年中华人民共和国腐败案件，是指2009年间发生、揭发、审理或审判的中华人民共和国、中国共产党的贪污、腐败案件。

## 1月
- 1月，公安部原党委委员、原部长助理郑少东因涉黄光裕案，被“双规”，后被撤职，贪污受贿3000万元，死刑缓期执行。
- 1月21日，北京市原副市长刘志华终审被判处死刑，缓期两年执行。
- 1月22日，国家开发银行原副行长、证监会原副主席王益因涉嫌受贿罪被批捕。

## 2月
- 2月27日，曾被“地下007”岳村勒索700万元的原重庆市规划局局长蒋勇被一审判处死刑，缓期两年执行。蒋勇任职期间，多次通过调增容积率等手段为房地产开发商获利，收受房产商贿赂1796万元。

## 3月
- 3月，吉林省人大原副主任、吉林省委原常委、长春市委原书记米凤君涉嫌受贿、违规批地及生活作风问题，长期嫖娼，被“双开”。

## 4月
- 4月，广东省政协原主席、省委原副书记陈绍基因严重违纪被“双规”、免职。
- 4月，浙江省纪委原书记王华元因严重违纪被“双规”、免职，贪污受贿3000万元，死刑缓期执行。。

## 6月
- 6月，深圳市原市长许宗衡因涉嫌严重违纪，正接受调查，死刑缓期执行（与最近出事的女歌星汤灿有染）。

## 7月
- 7月16日，中国石油化工集团公司原总经理、中国石油化工股份有限公司原董事长陈同海因受贿近2亿元，一审被判处死刑，缓期两年执行。

## 8月
- 8月31日，广西壮族自治区原副主席孙瑜一审被判处有期徒刑18年，没收个人财产人民币100万元。

## 10月
- 10月23日，湖南省道县原县委书记易光明因违纪被省委双规调查。他与多名道县官员集体入股建立当地一间水电站，导致下游两万亩农田缺水乾旱。10月25日，星期天，当地民众打着“热烈庆祝道县历史上最腐败分子被双规、反对腐败人人有责”等横幅上街游行。
- 成都市金牛区区委书记文登来进行贿选被查处，文登来还与金牛区法官陈跃峰，林力，周峰以及中级法院李翼东和李戈军一起外出（温江）办事参加嫖娼（未成年人），受到党纪国法的制裁。
- 广西壮族自治区高级人民法院党组成员、副院长、审判委员会委员欧绍轩被双规。他在担任广西钦州中级法院院长期间，处理一座大厦的产权纠纷案时，收受财物。9月28号他被正式免去广西自治区高级法院副院长等职务。
- 孙淑义：山东省政协17日决定免去孙淑义山东省政协主席职务，并撤销其省政协委员资格。传闻孙淑义同2007年10月爆出的济南济正集资案有关联。
- 黄瑶：贵州省政协主席，涉嫌严重违纪，正接受调查。
- 宋勇：辽宁省人大副主任，涉嫌严重违纪，正接受调查。
- 李堂堂：宁夏回族自治区人民政府副主席，涉嫌严重违纪，正接受调查。包养12名情妇，还与宁夏固原林业局官员石绍泉在内蒙古嫖娼（14岁幼女）被查处（判刑）。
- 康日新： 中国核工业集团公司原党组书记、总经理，因涉嫌严重违纪，正接受调查。